# Скрытоглав двухлинейный
Скрытоглав двухлинейный (лат. Cryptocephalus bilineatus) — вид листоедов (Chrysomelidae) из подсемейства скрытоглавов (Cryptocephalinae). 

## Описание
Жук длиной от 2,3 до 3 мм. Тело чёрное, лапки, надкрылья и края переднеспинки желтоватые, шовная и срединная продольные полосы на каждом надкрылье черные, иногда переднеспинка с 2 желтыми пятнами перед основание.

## Экология и местообитания
Взрослые жуки питаются пыльцой следующих растений: полынь (Artemisia), нивяник обыкновенный (Leucanthemum vulgare), ромашка (Matricaria), калистегия (Calystegia), язвенник многолистный (Anthyllis vulneraria), лимониюм (Limonium) и ива (Salix). Личинки питаются листьями хризантемы (Chrysanthemum).